# Bataille de Fort Albany (1688)
Première Guerre intercoloniale
Guerre de la Ligue d'Augsbourg
Batailles
Baie d'Hudson
- Baie d’Hudson (1686)
- Fort Albany (1688)
- Fort Albany (1693)
- York Factory (1694)
- Baie d'Hudson (1697)

Québec et New York
- Lachine
- Schenectady
- Québec
- La Prairie
- Vallée Mohawk

Nouvelle-Angleterre, Acadie et Terre-Neuve
- Dover
- Pemaquid (1er)
- Salmon Falls
- Port Royal
- Fort Loyal
- Chedabucto
- York
- Wells
- Oyster River
- Baie de Fundy
- Pemaquid (2e)
- Chignectou
- Fort Nashwaak
- Terre-Neuve
- Haverhill

La bataille de Fort Albany, en 1688, fut un des plusieurs conflits dans la baie d'Hudson. En 1686, Iberville avait marché de Québec aux trois postes anglais sur la baie James. Il laissa une garnison au fort Albany et à Moose Factory, et avait besoin d'envoyer un navire pour approvisionner les deux postes et rapporter les fourrures. La compagnie de la baie d'Hudson apprit de ses pertes en janvier 1687 et fit appel au roi anglais. Après une année de négociations diplomatiques, la compagnie envoya cinq navires en 1688 à la baie. Deux furent envoyés à York Factory, un à Rupert House que les Canadiens avaient brulés, et deux navires à fort Albany sur le côté ouest de la baie James. Leurs instructions étaient de rétablir les échanges commerciaux avec l'Angleterre et ne pas utiliser de force envers les Canadiens au moins qu'ils attaquent en premier.
Entre-temps, Pierre Le Moyne d'Iberville avait obtenu le commandement du vaisseau le Soleil d'Afrique et partit pour approvisionner le fort Albany. En septembre 1688, juste au moment où il se préparait à partir, les navires anglais du Churchill et Yonge firent leur apparition. Il navigua la rivière et descendit vingt hommes pour la construction d'une barricade. Les Anglais avaient 85 hommes et les Canadiens 16 et quelques marins. La nuit suivante, ils commencèrent à construire un fort mais dans une escarmouche, trois Anglais furent tués. La trêve en étant rompue, le gouverneur Marsh aurait dû attaquer les Canadiens qui étaient moins nombreux, mais il ne le fit pas. À point, les trois navires anglais étaient gelés à cause de l'hiver. Vers décembre, les Anglais commencèrent à mourir du scorbut. Une trêve fut négociée et il y a eu un nombre d'échanges entre les deux forts. Lorsque plusieurs Anglais étaient morts, Iberville captura vingt Anglais qui coupaient du bois, et attaqua leur fort. Le poste tint bon pendant plusieurs jours, mais lorsqu'il resta seulement 8 hommes, ils se rendirent.
Au printemps, Iberville captura les deux navires. Pendant l'été, il traversa la baie jusqu'au fort Rupert pour capturer le Husband. Entre-temps, l'Angleterre et la France furent officiellement en guerre, malgré le fait que les participants à la baie d'Hudson ne le savaient pas. 